# John Gibbon
John Gibbon (ur. 20 kwietnia 1827 w Filadelfii, zm. 6 lutego 1896 w Baltimore) – amerykański generał, dowódca 2 Dywizji II Korpusu Unii w bitwie pod Gettysburgiem.

## Kariera wojskowa
Ukończył West Point w 1847 i otrzymał awans do stopnia porucznika artylerii. Pod Gettysburgiem kierował ogniem artylerii w czasie obrony Wzgórza Cmentarnego. Został ciężko ranny pod Fredericksburgiem. Od 7 marca do 4 października 1862 roku dowodził słynną ochotniczą Żelazną brygadą.
Zmarł w Baltimore. Został pochowany na Narodowym cmentarzu w Arlington. Miał 68 lat.

## Rodzina
Miał czwórkę dzieci:
- Frances Moale Gibbon
- Catharine „Katy” Lardner Gibbon
- John Gibbon Jr.
- John S. Gibbon

## W popkulturze
Postać generała Gibbona, wykreowana przez Emile O. Schmidt, pojawia się w filmie Gettysburg.